# Sofia Halechko
Sofia Halechko (1891–1918) fue una soldado austrohúngara y nacionalista ucraniana que fue miembro de los fusileros ucranianos de Sich durante la Primera Guerra Mundial. Su primer idioma era el polaco, pero esperaba lograr la independencia de los ucranianos y se unió a los fusileros para hacerlo.

## Biografía
Halechko nació en 1891. Su primer idioma fue el polaco y la cultura de su familia era la ucraniana-polaca. Fue educada en el gimnasio para niñas Juliusz Słowacki de habla polaca en Lviv. Luego pasó a estudiar filosofía en Graz, donde se involucró con la Sociedad Sich. Cuando murió su novio Andriy Kurovets, decidió unirse a los fusileros ucranianos de Sich. Ella y Pavlyna Mychailyshyn se unieron para luchar por los austrohúngaros contra Rusia porque esperaban que la guerra condujera a la independencia del pueblo ucraniano.
Los fusileros se formaron en 1914 a partir de voluntarios de la parte de habla ucraniana de Austria-Hungría. Varios de estos reclutas habían sido previamente estudiantes universitarios. Los austrohúngaros permitieron este nuevo regimiento de ucranianos, pero limitaron su tamaño a 2000 soldados y solo 60 oficiales. Esto no se debió a la falta de voluntarios, sino a que les preocupaba crear un ejército independiente leal a la causa nacionalista ucraniana. El regimiento estaba armado con mosquetes de carga única de décadas de antigüedad. Los fusileros voluntarios eran principalmente todos hombres, con un estimado de 34 mujeres que también formaban parte del regimiento. Hanna Dmyterko, Pavlyna Mychailyshyn, Iryna Kus, Sofia Halechko, Olha Basarab y Olena Stepaniv se encuentran entre las que se destacan en el regimiento.
Las mujeres del regimiento eran famosas y, entre ellas, Olena Stepaniv se convirtió en la más famosa. Otras como Halechko aparecieron en postales. Tanto Halechko como Stepaniv fueron notablemente puestos a cargo de destacamentos de fusileros. A Halechko y Pavlyna Mychailyshyn se les asignaron puestos relativamente más seguros para reducir la posibilidad de que fueran capturadas por los rusos.
Halechko murió en 1918 a la edad de 26 o 27 años. Sesenta años después, la cuarta conferencia de adultos mayores ucranianos en Soyuzivka, un centro cultural ucraniano ubicado en Nueva York, destacó sus contribuciones a los fusileros y al pueblo ucraniano.